# 十四代目トイレの花子さん
十四代目トイレの花子さん（じゅうよんだいめといれのはなこさん）は、日本のアイドル、パフォーマーである。山口敏太郎タートルカンパニー所属。完全セルフプロデュース。正式な英語表記は「14th Generation Toilet Hanako-san」

## 人（妖）物
4時44分44秒に4階女子トイレ、4番目の個室で首切り自殺した小学生の妖怪。妖怪を演じているアイドルではなく、アイドルをやっている妖怪。当初は首が切れている為喋れない設定だったが現在は開き直り普通に喋っている。
2013年当初は軍歌をかわいらしく歌っていた。
2014〜2015年事務所主催ライブに毎月出演。曲の間奏中に共演者を殴る、馬乗りになり首を絞める等、暴力的なパフォーマンスをしだす。会場のオブジェ、事務所のカメラを壊した。シャウトが原因で会場付近のテナントからクレームが殺到し、その会場で歌うことを禁じられた。出禁系アイドル妖怪というキャッチフレーズはここから来ている。
2015年夏からアイドルライブに出演。マイクスタンドやパイプ椅子を客席に投げる、鎖を振り回すなどのパフォーマンスをしていた。
2016年以降は最後の曲中に賞味期限切れの食品を使って汚すパフォーマンスをしている。トイレットペーパー、パン粉、ジュース類、野菜類、麺類、白滝、豆腐、納豆、キムチ、塩辛、豆乳、牛乳、生クリーム、鍋の汁、ドレッシング、ドッグフード等を撒いたり、口に含んで特定の客に吹きかけたりする。汚すパフォーマンスをする前には予告があり、合羽の代わりとなるゴミ袋が配られる。パフォーマンス後は『お掃除の時間』があり、客と一緒に掃除する。その為出演可能な会場が限られている。
- 眼帯の下には人々を不幸にする片目を持つ。実際は顔の一部を隠していないと緊張して人間と目が合わせられない為眼帯をしている。
- 妖怪の姿を真の姿、人間の姿を仮の姿と呼ぶ。
- ファンの事を花子病と呼ぶ。
- ライブの事は肝試し、出待ちは出棺、プレゼントはお供え物と呼ぶ。
- 元山口敏太郎タートルカンパニー所属の牛抱せん夏（口裂け女）のファンで、14歳から牛抱のイベントに通っていた。当時無名でありながら眼帯にランドセル、全身赤い恰好をして参加しており、その姿をイベント会場に居た山口敏太郎に認知され会話するようになる。2年後山口敏太郎タートルカンパニーへの所属を山口に志願し、セルフプロデュースでアイドルデビューした。
- 尊敬する妖怪：口裂け女（基本的に現代妖怪のファンであり、古典妖怪や水木しげるの漫画でメジャーになった妖怪にはあまり詳しくないようだ。）
- 特技：叫ぶ、汚す、怒る、迷子、絵
- 好きな色：真っ赤
- 好きな数字：四
- 仮面ライダーシリーズが好き。推しは仮面ライダー響鬼。
- 影響を受けたバンドはQP-CRAZY、毒殺テロリスト、犬神サアカス團、流血ブリザード。
- 職務質問をよくされる。
- お釣りの計算が出来ない。

## 出演

### テレビ
- 緊急検証!幽霊との出会い方〜いま、霊に会いにゆきます〜（2013年8月17日、CS/ファミリー劇場）
- クイズ 100人力（2014年12月30日、NHK総合）
- アウト×デラックス（2015年11月5日、フジテレビ）
- 新春緊急検証!～ファミ劇でも20時間生放送やれんのか～（2016年1月10日、CS/ファミリー劇場）
- 櫻井・有吉 THE夜会（2016年9月22日、TBS）
- カニつめくん（2018年7月13日、テレビ東京系）
- 有吉反省会（2020年1月11日、3月14日、日本テレビ）
- アウト×デラックス（2022年3月10日、フジテレビ）

### ウェブテレビ
- 矢口真里の火曜The NIGHT（2021年5月5日[1]、2022年8月31日[2]、ABEMA）

### 新聞
- 夕刊フジ（2015年2月16日）

### 雑誌
- 月刊コロコロコミック 1月号（2014年12月15日、小学館）
- 月刊コロコロコミック 2月号（2015年、小学館）
- 本人からこっそり聞いた怖すぎる怪談ゾゾゾ（2015年7月17日、永岡書店）
- follow-up Vol.159（2016年8月、diskunion）
- IDOL FILE Vol.03（2017年5月26日、株式会社シンコーミュージックエンタテイメント）
- EL ZINE Vol.37（2019年6月28日、十三舎）

### ラジオ
- それいけ！ さがみ月光団（2015年8月23日、エフエムさがみ）
- 吉田照美 飛べ!サルバドール「一発逆転！飛べサルクロスカウンター」第945回（2016年11月14日、文化放送）
- 小倉ちゃちゃちゃラジオ「初恋タローの初恋居酒屋」（2017年1月23日、FM KITAQ）
- 鎌倉愛＄箱（アイドルボックス）（2019年7月24日・31日、鎌倉エフエム）
- 鎌倉愛＄箱（アイドルボックス）（2020年2月19日・26日、鎌倉エフエム）
- 朝日奈ひめかの〜xoxoナイト〜（2022年12月3日、渋谷クロスFM）

### Vシネマ
- DVD「ゴーストパイターズ」トイレの花子さん役、挿入歌提供（2016年12月26日）

### ショートムービー
- シネマプロデュース「多目的室」幽霊、花子役（2014年7月5日）

### ミュージックビデオ
- REIGN 悪魔的音源五部作最終章『迷宮』収録曲「Death fatE」（2014年12月）[3]
- ストロベリーソングオーケストラ 「鵺的なミザリー」（2024年1月1日）[4]

### イメージキャラクター
- 山口敏太郎の妖怪博物館 (2014年6月〜2017年1月、台場一丁目商店街)
- VAP ORIGINAL CHANNEL presents「牛抱せん夏 怪談LOVERS」（2014年7月13日、東京カルチャーカルチャー／お台場）

### ご当地妖怪
- 船橋市場だョ！全員集合（2014年5月18日、船橋市地方卸売市場）
- キャラクタープロマイド“キャラプロ”サイン会・販売イベント（2014年9月26日、マルベル堂ビル「Bell」）
- 世界キャラクターさみっとin羽生（2014年11月22〜23日 一日目、羽生水郷公園）※アテンド
- 妖怪と出会う夏 in Chiba 2015（2015年7月11日、千葉県立中央博物館）
- 船橋市場だョ！全員集合2015（2015年10月11日、船橋市地方卸売市場）

### ライブ・イベント

#### 出演した主なライブ・イベント
- 魁アイドル学園～モーレツアイドル歌謡祭～（2014年11月24日～2015年9月21日）
- 浅草女子怪談（2015年4月26日～2015年12月27日）
- 浅草百鬼夜行プロジェクト（2015年7月4日）
- Artispark（2015年7月4日～2016年5月29日）
- Moving AcT!!（2015年7月23日～2016年4月13日）
- mixjuice（2015年8月4日～2016年4月29日）
- Sweet Revolution（2015年8月16日～2016年5月22日）
- YOTSUYAアイドルミーティング（2015年12月20日～2016年3月20日）
- レコ発記念イベント～四時四四分四四秒、黙祷～（2016年4月4日、東高円寺ロサンゼルスクラブ）
- 上州アイドル旋風祭vol.12（2016年4月9日、高崎Club JAMMER'S）
- 殺害発電2（2016年8月14日、四谷OUTBREAK!）
- 殺害塩化ビニール／十四代目トイレの花子さん Ｗレコ発インストア（2016年8月19日、タワーレコード渋谷店）
- 変態ギグ2016（2016年10月8日、四谷OUTBREAK!）
- 四〇〇回目ノ呪い〜十四代目トイレの花子さん四〇〇歳式〜（2016年11月19日、大塚Hearts+）※世界トイレの日、ハードコアチョコレートコラボTシャツ発売！経血レッド四四枚限定販売、精子ホワイト通常販売
- 死月死日～十四代目トイレの花子さん年忌法要～（2017年4月4日、大塚Hearts+）
- 四〇四回目ノ呪い～十四代目トイレの花子さん四〇四歳式〜（2017年11月19日、西川口Hearts）※世界トイレの日
- 死月死日～十四代目トイレの花子さん年忌法要～（2018年4月4日、大塚Hearts+）
- 前日に決まった花様初ワンマン（2018年6月10日、Yokohama O-SITE）
- East Meets West Music Fest（2018年8月18日・19日、アメリカ合衆国カリフォルニア州アナハイム、The Chain Reaction）
- 花様ロサンゼルスからロサンゼルスクラブへお帰りなさい会（2018年8月27日、東高円寺ロサンゼルスクラブ）
- DRAGON BLUE CARNIVAL 2018（2018年10月7日、岩手県岩泉町町民会館）
- 死死死回目ノ呪イ〜十四代目トイレの花子さん生誕宵祭り〜（2018年11月18日、巣鴨獅子王）
- 死死死回目ノ呪イ〜十四代目トイレの花子さん四四四歳式〜（2018年11月19日、巣鴨獅子王）※世界トイレの日
- 地獄ノ門（2019年2月17日、三軒茶屋HEAVEN'S DOOR）
- 日本虐殺（2019年4月14日、大塚Hearts+）
- Indie, Idol and Infamous Tour（2019年4月20日・22日・23日、イギリス・ロンドン、マンチェスター、バーミンガム）
- 四千回目ノ呪イ〜十四代目トイレの花子さん四千歳式〜（2019年11月17日、大塚Hearts next）
- 自殺ノスヽメ（2020年4月4日、三軒茶屋HEAVEN'S DOOR）※セカンドアルバム・写真集同時発売イベント
- 四〇〇四回目ノ呪イ～十四代目トイレの花子さん四〇〇四歳式～（2020年11月21日、三軒茶屋HEAVEN'S DOOR）
- EVIL from TOKYO（2021年7月22日～2023年4月7日※計10回、名古屋市大須・BSJシアターVANQUISH）
- 四〇四四回目ノ呪イ～十四代目トイレの花子さん四〇四四歳式～（2021年11月20日、三軒茶屋HEAVEN'S DOOR）
- 四四四四回目ノ呪イ-十四代目トイレの花子さん四四四四歳・新音源発売式-（2022年11月19日、三軒茶屋HEAVEN'S DOOR）
- RETURN TO HELL!（2022年12月18日、アメリカ合衆国カリフォルニア州ロサンゼルス、The Smell）
- 四四四四回目ノ呪イ〜十四代目トイレの花子さん四四四四歳式〜（2023年11月19日、三軒茶屋HEAVEN'S DOOR）
- YOU’RE GOING TO DIE!（2024年9月1日、アメリカ合衆国カリフォルニア州ロサンゼルス、WHISKY A GO GO）

### ディスコグラフィ
| 発売日         | タイトル                        | 収録曲 | 発売元             | 品番          | 備考                    |
| -------------- | ------------------------------- | --- | ------------------ | ------------- | ----------------------- |
| 2016年4月4日   | ハジメテノお手洗い              | ゴアイサ憑 イチ：四時四四分 ニ ：デストロイハグ サン：ヘドバン体操 ボーナス的なトラック | 殺害塩化ビニール   | MURDER CD-168 | 限定発売                |
| 2016年8月14日  | 真っ赤ナ トイレ                 | イチ：花様の有難いオハナ死「オハハナコ」 ニ ：花子病 サン：MSZE ヨン：HUMAN DIE!!!! ゴ ：ポンデリング ロク：釘バット ナナ：逢願ノ唄 ハチ：花様の有難いオハナ死「コンニチハナコ」 キュウ：動物実験 ジュウ：価値が無い ジュウイチ：子供の子 ジュウニ ：あなたとあたし ジュウサン：花様の有難いオハナ死「コンバンハナコ」 ジョウヨン：四時四四分 -Album Mix- | 殺害塩化ビニール   | MURDER CD-172 | 全国流通盤              |
| 2017年11月5日  | 暁 経血盤                       | 一. 暁リミックス 二. ヘドバン体操 二〇一八 三. ヘドバン体操 二〇一八 鼓膜虐待ver |                    |               | 物販限定CDR             |
| 2017年11月5日  | 暁 精子盤                       | 一. 暁リミックス 二. デストロイハグ 二〇一八 三. デストロイハグ 二〇一八 鼓膜虐待ver |                    |               | 物販限定CDR             |
| 2018年3月20日  | ROSE OF KILLER                  | 一. ROSE OF KILLER |                    |               | 物販限定CDR             |
| 2018年8月18日  | FATHER'S MASTURBATION           | 一. ROSE OF KILLER 二. デストロイハグ 三. アダピクミンノ唄 四. ヘドバン体操 五. 暁 六. エレベーター 七. 潔癖症ノ唄 八. 父の自慰行為 |                    |               | アメリカ公演物販限定CDR |
| 2019年4月14日  | 大量虐殺                        | 一. 大量虐殺 二. 四四秒 |                    |               | 物販限定CDR             |
| 2019年4月20日  | 大量虐殺                        | 一. 月経前症候群 二. Rusty ring 三. デストロイハグ 四. 大量虐殺 五. エレベーター(再録) 六. 四四秒 七. 潔癖症ノ唄 八. ROSE OF KILLER 九. ヘドバン体操 十. 父の自慰行為(再録) 十一. アダピクミンノ唄(再録) 十二. 暁 十三. 花様の有難いオハナ死 | Kushikatsu Records |               | イギリス公演物販限定CD  |
| 2019年7月11日  | 汚死曲二〇一九                  | 一. 暁(再録) 二. ROSE OF KILLER(再録) 三. 父の自慰行為 死. 汚れなんてないさ〜お掃除の時間だよ〜 |                    |               | 物販／通販限定CDR       |
| 2020年4月4日   | 命日                            | 1. 花様ノ有難イオハナ死「アリガハナコ」 2. 月経前症候群 3. 幸せな奴ら全員殺す 4. デストロイハグ 5. 死コ死コハナニスト 6. ROSE OF KILLER(Short Ver.) 7. 潔癖症ノ唄(’20) 8. エレベーター 9. 殺人マシン十四号 10. 大量虐殺 11. 四四秒 12. 四時四四分(’20) 13. Rusty ring 14. アダピクミンノ唄 15. 暁(Short Ver.) 16. 価値が無い(’20) 17. ヘドバン体操 18. 花様ノ有難イオハナ死「サヨウナラ」 19. 父の自慰行為(Short Ver.) 20. 汚れなんてないさ～お掃除の時間だよ～ | 死後死後レコード   | HNK-0404      | 全国流通盤              |
| 2021年4月4日   | 末路                            | 一．他界しろ 二．SNSをぶっ壊す 三．ヌコブタテロリスト（毒殺テロリストのカバー） 四．末路 |                    |               | 物販／通販限定CDR       |
| 2021年11月19日 | ラッコ顔の女/ハードコアロリィタ | 一．ラッコ顔の女 二．ハードコアロリィタ |                    |               | 物販／通販限定CDR       |
| 2022年5月19日  | 糞運営撲殺運動                  | 一．糞運営撲殺運動 二．子供の子（霊和死年） |                    |               | 物販／通販限定CDR       |
| 2022年11月19日 | 世界トイレの日                  | 一．花様ノ有難イオハナ死「其ノ壱」 二．糞運営撲殺運動 三．風呂場にオナホール 四．他界しろ 五．アイドル妖怪ハナコ 六．ラッコ顔の女〜しばくぞ零ちゃんといっしょVer〜 七．マジキチスマイル 八．ハードコアロリィタ 九．怨念が、おんねん 十．花様ノ有難イオハナ死「其ノ弐」 十一．末路 | 死後死後レコード   | HNK-4444      | 全国流通盤              |
| 2023年3月19日  | センス無いね                    | 一．センス無いね 二．鬱病になっちゃった |                    |               | 物販／通販限定CDR       |
| 2023年11月19日 | 言う事聞けよ                    | 一．言う事聞けよ 二．パパが殴るの |                    |               | 物販／通販限定CDR       |

### 参加作品
| 発売日         | アーティスト     | タイトル                                 | 参加曲                                            | 発売元             | 品番     | 備考                                             |
| -------------- | ---------------- | ---------------------------------------- | ------------------------------------------------- | ------------------ | -------- | ------------------------------------------------ |
| 2018年8月2日   | デンジャーゾーン | ジェノサイド                             | 1. GENOCIDE 2. SLEEPLESS NIGHT                    | SAKAGE RECORDS     | SKG-003  | ゲストコーラスとして参加                         |
| 2020年10月10日 | オムニバス       | 白塗り下剋上～白塗りかばーおむにばす２～ | 4. 恐怖！シコシコ中に地震！(毒殺テロリスト cover) | RED ISLAND RECORDS | RIR-0002 | 十四代目トイレの花子さんとオゾマシーズとして参加 |
| 2022年3月29日  | オゾマシーズ     | 死に様は生き様                           | 10. 死んで詫びる面もない                          | RED ISLAND RECORDS | RIR-0004 | ゲストボーカルとして参加                         |

### 写真集
| 発売日        | タイトル               | 出版社                       | ASIN       | 備考           |
| ------------- | ---------------------- | ---------------------------- | ---------- | -------------- |
| 2013年7月29日 | 愛国少女               | 山口敏太郎タートルカンパニー | B00E5CCAKC | デジタル写真集 |
| 2020年4月4日  | 叫喚地獄 SHOUTING HELL | Idol Underworld              |            | 物販／通販限定 |